# Andrew Bird
Andrew Bird (* 11. července 1973 Lake Forest) je americký zpěvák a multiinstrumentalista. Od dětství hraje na housle, které zůstávají jeho hlavním nástrojem. Dále hraje na kytaru, zvonkohru a další. V roce 1996 dokončil studia na Severozápadní univerzitě a téhož roku vydal své první sólové album Music of Hair. Následovala řada dalších studiových i koncertních alb a extended play. V devadesátých letech nahrál několik alb s jazzovou skupinou Squirrel Nut Zippers. Kromě toho hrál na albech Andrewa Calhouna, Neko Case, Ani DiFranco, Borise Grebenščikova, Esperanzy Spalding, kapely My Morning Jacket a dalších. Je autorem hudby k několika filmům, včetně Norman (2010) a Outside In (2017).

## Sólová diskografie
Včetně alb nahraných pod hlavičkou Andrew Bird's Bowl of Fire (1998–2001).
- Music of Hair (1996)
- Thrills (1998)
- Oh! The Grandeur (1999)
- The Swimming Hour (2001)
- Weather Systems (2003)
- Andrew Bird & the Mysterious Production of Eggs (2005)
- Armchair Apocrypha (2007)
- Noble Beast (2009)
- Break It Yourself (2012)
- Hands of Glory (2012)
- Things Are Really Great Here, Sort Of… (2014)
- Echolocations: Canyon (2015)
- Are You Serious (2016)
- Echolocations: River (2017)
- My Finest Work Yet (2019)
- Hark! (2020)